# Wilson Omwoyo
Wilson Nyakamba Omwoyo (25 novembre 1965) è un ex maratoneta ed ex mezzofondista keniota.

## Palmarès
| Anno | Manifestazione    | Sede     | Evento         | Risultato | Prestazione | Note |
| ---- | ----------------- | -------- | -------------- | --------- | ----------- | ---- |
| 1994 | Mondiali di cross | Budapest | Corsa seniores | 17º       | 35'41"      |      |
| 1994 | Mondiali di cross | Budapest | A squadre      | Oro       | 34 p.       |      |

## Campionati nazionali
1993
- 17º ai campionati kenioti di corsa campestre - 36'29"

1994
- 9º ai campionati kenioti di corsa campestre

## Altre competizioni internazionali[1]
1990
- Oro al Cross Internacional Valle de Llodio ( Llodio) - 29'09"

1991
- 4º all'ISTAF Berlin ( Berlino), 10000 m piani - 27'27"36
- 8º al Memorial Van Damme ( Bruxelles), 5000 m piani - 13'25"61
- 5º all'Athletissima ( Losanna), 5000 m piani - 13'26"54
- 10º al Cross Internacional Zornoza ( Amorebieta-Etxano) - 35'47"
- 9º al Cross Internacional de San Sebastián ( San Sebastián) - 30'42"
- 10º al Cross Internacional Juan Muguerza ( Elgoibar)

1992
- Bronzo allo IAAF World Cross Challenge ( Tourcoing) - 30'45"
- Argento all'Athletissima ( Losanna), 5000 m piani - 13'13"84
- 7º al Cross Internacional Zornoza ( Amorebieta-Etxano) - 35'15"
- Oro al Cross Internacional Juan Muguerza ( Elgoibar) - 33'44"
- 8º al Cross Internacional de San Sebastián ( San Sebastián) - 29'58"
- Bronzo all'Cross das Amendoeiras em Flor ( Albufeira) - 29'16"

1993
- 5º al Cross Internacional de Itálica ( Siviglia), - 28'23"

1994
- 8º alla 20 km de Paris ( Parigi), 20 km - 59'10"

1995
- 13º al Bauhaus-Galan ( Stoccolma), 5000 m piani - 13'21"72
- 10º al Meeting de Paris ( Parigi), 5000 m piani - 13'47"19
- 17º all'Herculis ( Monaco), 3000 m piani - 7'50"21
- 4º alla 20 km de Paris ( Parigi), 20 km - 1h00'10"

1996
- 13º alla 20 km de Paris ( Parigi), 20 km - 1h00'41"
- 4º al Birell Grand Prix ( Praga) - 28'39"
- 6º al Northern Ireland International Cross Country ( Belfast) - 24'14"

1997
- 33º alla Maratona di Londra ( Londra) - 2h18'10"

1998
- 14º alla 20 km de Paris ( Parigi), 20 km - 59'57"

1999
- 22º alla Mezza maratona di Parigi ( Parigi) - 1h04'48"
- 11º alla 20 km de Paris ( Parigi), 20 km - 59'26"

2000
- 70º alla Maratona di Rotterdam ( Rotterdam) - 2h30'23"

2006
- 18º al Cross de l'Acier ( Leffrinckoucke) - 20'49"

2011
- 18º alla Maratona di Città del Messico ( Città del Messico) - 2h24'16"

2013
- 28º alla Maratona di Città del Messico ( Città del Messico) - 2h27'52"

2014
- 33º alla Maratona di Città del Messico ( Città del Messico) - 2h32'17"
- 10º alla Maratona di Guadalajara ( Guadalajara) - 2h33'14"

2015
- 11º alla Maratona di Guadalajara ( Guadalajara) - 2h35'08"